# Italedil
Italedil - Italiana di Edilizia Industrializzata S.p.A. è stata un'azienda del gruppo IRI-Italstat che operava nel settore dell'edilizia civile ed industriale.

## Storia
Italedil viene fondata da privati a Napoli il 17 luglio 1961 come Immobili Manufatti Prefabbricati S.p.A. ma nel luglio successivo diventa Imprese Riunite Costruzioni Modulari S.p.A.. Nel 1967, con l'ingresso di IRI nell'azienda, si trasforma in Italedil.
Nel 1973 diventa la società concessionaria del Ministero dei trasporti - Direzione Generale Motorizzazione Civile una convenzione per la costruzione di stazioni di controllo autoveicoli e di centri prove autoveicoli in diverse città, per un totale di 64 interventi nel periodo 1975-1996 che hanno richiesto 585,5 miliardi di lire.
Passata sotto Iritecna, viene poi fusa in Garboli Rep.

## Alcune opere realizzate
- Villaggio Matteotti - Terni (240 appartamenti, costruito per l'Istituto Case Lavoratori Industria Siderurgica)
- circa 1.800 appartamenti popolari tra Cinisello Balsamo, Milano, Lissone, Taranto e Firenze
- Centro Elaborazione Dati dell'Amalia, a Roma
- Direzione Italsider di Taranto
- 2.361 appartamenti nelle località algerine di Arzew, Skikda, Stora e Collo, commissionata dal Governo algerino.
- Tramite Irimuse S.c.r.l. - Partecipazione alla costruzione del Maille Urbaine Souterraine Expresse di Parigi